# Phytomyza oreas
Phytomyza oreas este o specie de muște din genul Phytomyza, familia Agromyzidae, descrisă de Griffiths în anul 1974. Conform Catalogue of Life specia Phytomyza oreas nu are subspecii cunoscute.